# 현대 ST1
현대 ST1은 현대자동차가 2024년 3월에 공개하고 동년 4월 24일에 정식 출시한 비즈니스 플랫폼 차량이며, 섀시캡 기반으로 사용 목적에 따라 최적화된 형태로 확장될 수 있는 차량이다. ST1은 서비스 타입 1(Service Type1)의 약자로, 다양한 서비스를 제공할 수 있는 비즈니스 플랫폼을 뜻하고 숫자 1은 그 중 첫번째 모델이란 뜻이라 한다.
배지 엔지니어링 차량으로 이베코 e무비가 있다.

## 상세
현대자동차가 2024년 4월 24일 전기 상용차 ST1을 출시했다. ST1은 샤시캡과 카고, 카고 냉동 등이 주요 라인업이며 사용 목적에 따라 물류용, 응급구조용, 경찰작전용, 캠핑용, 스마트팜 등으로 확장할 수 있다.
전면부는 충돌 안전에 강한 세미 보닛 타입의 디자인으로 보닛 절반 정도가 캡(승객실)보다 앞으로 돌출되어 충돌 공간을 확보해 차체가 충격을 흡수할 수 있도록 했다. 전면 범퍼, 측면 사이드 가니쉬, 후면 트윈 스윙 도어 테두리 등 긁힘이 자주 발생하는 부위에 블랙 컬러의 프로텍터를 적용해 차량을 보호한다.
지상고를 낮춰 적재함 용량을 극대화 하고 지하 주차장도 쉽게 진입할 수 있게 하고 작업자가 적재함을 편하게 오르내릴 수 있도록 편의성도 높였다 한다. 유선형의 루프 스포일러를 비롯해 캡과 적재함을 자연스럽게 연결하는 가니쉬를 적용해 공력 성능도 향상 시켰다.
현대자동차는 ST1 대표 라인업인 카고와 카고 냉동 모델을 먼저 출시했는데 이 두 모델은 샤시캡에 각각 일반 적재함과 냉동 적재함을 장착해 물류 및 배송 사업에 특화됐다.
현대자동차 최초로 데이터 오픈 API를 도입해 위치, 속도, 시동상태, 배터리 충전량 등 실시간 차량 운행 정보를 고객사 시스템으로 전송한다.
76.1kWh 충전지를 탑재했으며, 1회 충전 주행 가능 거리는 카고 317km, 카고 냉동 298km이다. 초급속 충전 시스템(350kW)으로 10%에서 80%까지 20분 만에 충전 가능하다.
물류 차량 특화 사양으로 카고 후방 충돌 경고 시스템, 스마트 드라이브 레디, 스마트 워크 어웨이 등이 적용됐으며 인공지능 음성인식 기능, 클라우드 기반 내비게이션, 안드로이드 운영체제(OS) 기반 인포테인먼트 시스템, 실내외 V2L, 애프터 블로우, 빌트인 캠, 무선 소프트웨어 업데이트(OTA) 등의 편의사양이 탑재됐다.
2024년 9월에 이베코에서 ST1을 베이스로 개발한 e무비가 공개되었다.
2024년 9월 25일, 샤시캡과 특장 하이탑 모델이 출시됐다. ST1 샤시캡(Chassis-Cab)은 차량의 뼈대인 샤시와 캡(승객실)만으로 구성되어 다양한 특장 모델을 제작할 수 있으며 ST1 특장 하이탑 모델은 샤시캡에 적재함을 장착해 물류 및 배송 사업에 특화시킨 모델이다.
ST1 샤시캡과 특장 하이탑은 특화 사양으로 내∙외부에 별도 커넥터를 구성해 고객사가 특장 차량에서 차량 전원, 도어 제어 등을 비즈니스에 맞춰 효율적으로 활용할 수 있도록 만든 플러그 앤 플레이(Plug & Play) 기술을 탑재했다.
환경부 인증 기준 1회 충전 주행 가능 거리는 샤시캡 327km, 특장 하이탑 289km이며 두 모델 모두 76.1kWh 배터리를 탑재했다. ST1 샤시캡과 특장 하이탑의 모터 최고 출력은 160kW, 모터 최대 토크는 350Nm이며, 전비는 샤시캡이 3.8km/kWh, 특장 하이탑이 3.3km/kWh이다.
편의 및 안전 사양으로 실시간 교통 정보를 반영한 클라우드 기반 내비게이션, 무선 소프트웨어 업데이트(OTA, Over-the-Air), 전/후방 주차 거리 경고, 실내 V2L, 스마트폰 무선 충전 시스템, 애프터 블로우, 전방 충돌방지 보조, 스마트 크루즈 컨트롤, 차로 이탈방지 보조, 운전자 주의 경고, 차로 유지 보조, 하이빔 보조 등이 탑재됐다.
ST1 판매 가격은 친환경차 구매보조금 혜택 전 기준 샤시캡 5595만 원, 특장 하이탑 5740만 원이다.
2025년 7월 16일에 ST1의 연식 변경 모델 2026 ST1이 출시됐다. 스마트 트림에 1열 선바이저 거울, 동승석 어시스트 핸들, 동승석 카매트가 기본 적용됐으며, 기존 컨비니언스 선택 사양에 동승석 열선과 통풍 시트를 새롭게 추가했다. 카고 모델에는 경제형 트림인 스타일이 추가됐으며, 12.3인치 클러스터, 10.25인치 내비게이션, 전동식 파킹브레이크, 전/후방 주차 거리 경고, 실내 V2L 등이 탑재됐다. 또한 안드로이드 운영체제 기반 인포테인먼트 시스템이 탑재됐으며, 차량용 물류 앱인 센디가 신규 적용됐다.
판매 가격은 카고의 스타일 트림 5,874만 원, 스마트 트림 6,040만 원, 프리미엄 트림 6,418만 원이며, 카고 냉동의 스마트 트림 6,875만 원, 프리미엄 트림 7,253만 원이다. 샤시캡의 스마트 트림은 5,655만 원이며, 하이탑의 스마트 트림은 5,800만 원이다. (※ 친환경차 구매보조금 혜택 전)

## 제원
| 구분                | 카고                                                                     | 카고 냉동                                                                |
| ------------------- | ------------------------------------------------------------------------ | ------------------------------------------------------------------------ |
| 전장 (mm)           | 5,625                                                                    | 5,625                                                                    |
| 전폭 (mm)           | 2,015                                                                    | 2,015                                                                    |
| 전고 (mm)           | 2,230                                                                    | 2,230                                                                    |
| 축간거리 (mm)       | 3,500                                                                    | 3,500                                                                    |
| 윤거 전 (mm)        | 1,732                                                                    | 1,732                                                                    |
| 윤거 후 (mm)        | 1,756                                                                    | 1,756                                                                    |
| 카고 내측 치수 (mm) | 장: 2,642 폭: 1,810 고: 1,700                                            | 장: 2,562 폭: 1,750 고: 1,608                                            |
| 적재용량 (m²)       | 8.3                                                                      | 7.2                                                                      |
| 적재고 (mm)         | 495                                                                      | 545                                                                      |
| 스텝고 (mm)         | 380                                                                      | 380                                                                      |
| 최고출력 (kW)       | 160                                                                      | 160                                                                      |
| 최대 토크 (Nm)      | 350                                                                      | 350                                                                      |
| 배터리 (kWh)        | 76.1                                                                     | 76.1                                                                     |
| 충전시간            | 350kW 급속 충전 20분(10 → 80%) 완속(11kW)으로 충전 7시간 20분(10 → 100%) | 350kW 급속 충전 20분(10 → 80%) 완속(11kW)으로 충전 7시간 20분(10 → 100%) |

## 사진

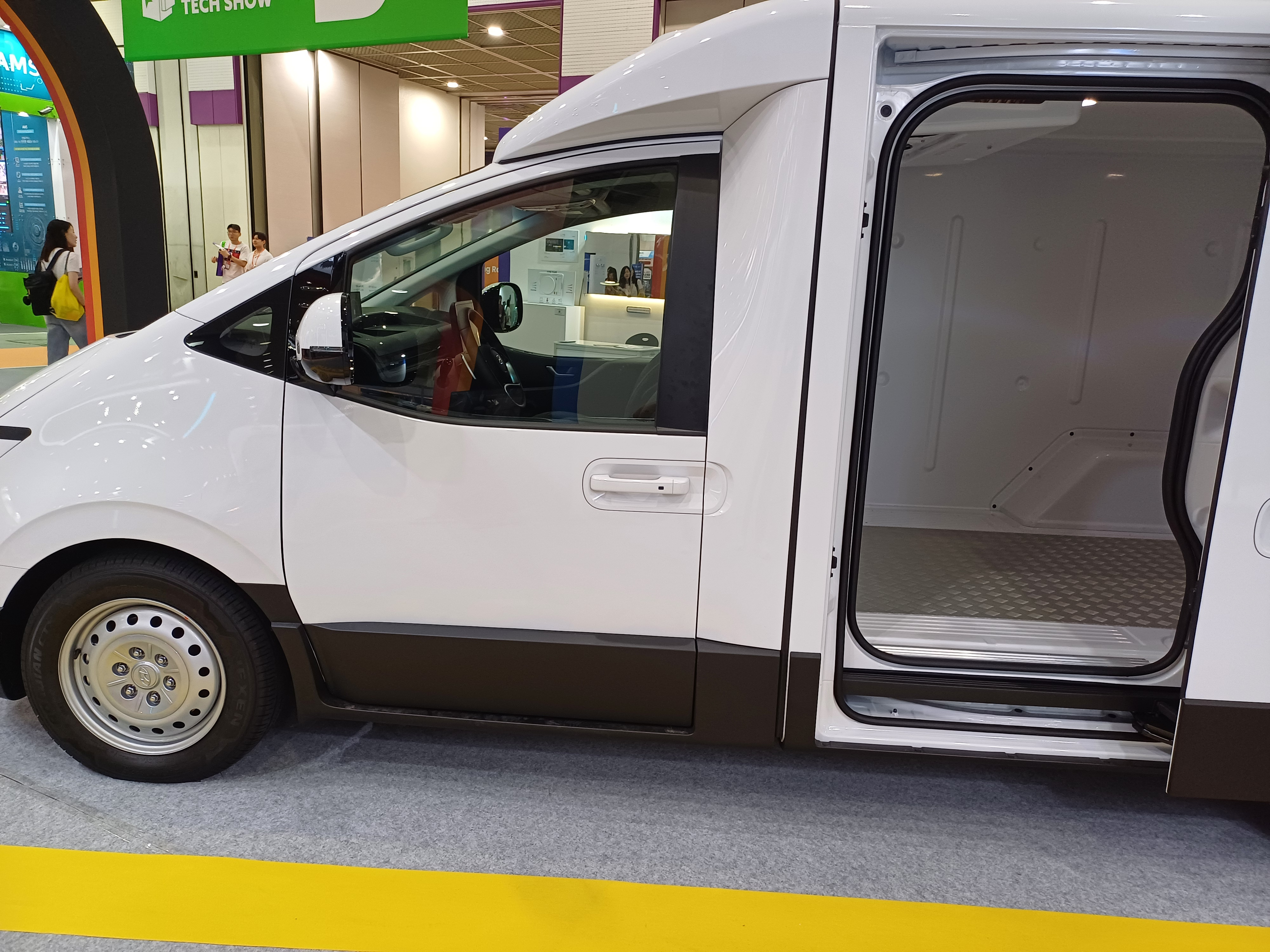
카고 냉동 모델
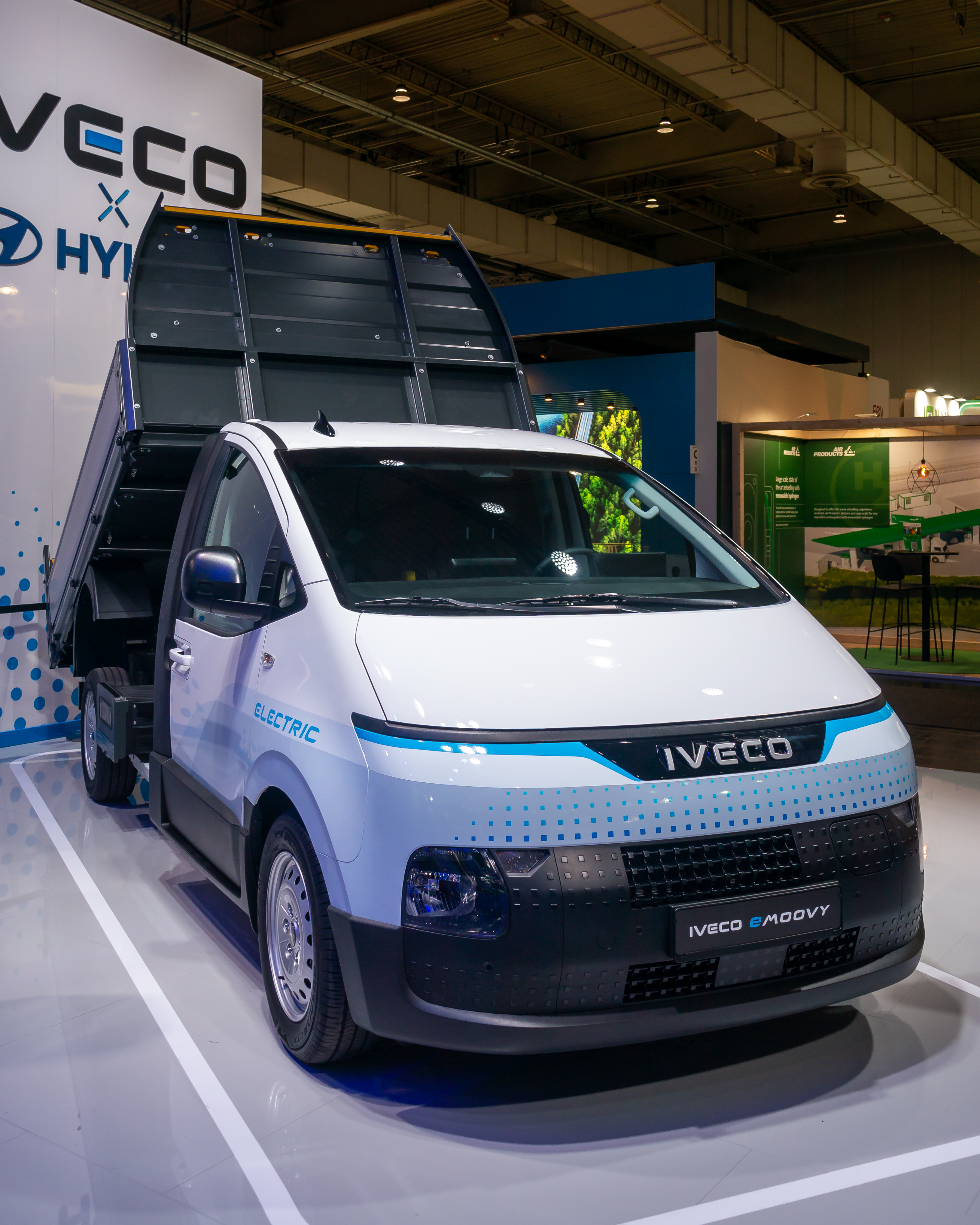
2024 하노버 (뱃지 엔지니어링 모델인 이베코 e무비)

## 같이 보기
- 현대자동차그룹
- 현대자동차
- 이베코
- 전기자동차
- 자동차